# Lipp (Bedburg)
Lipp ist ein Stadtteil von Bedburg im Rhein-Erft-Kreis, Nordrhein-Westfalen. Ortsbürgermeister von Lipp und Millendorf ist Sven Herzog (SPD).

## Lage
Lipp ist ein nördlicher Stadtteil Bedburgs. Es grenzt an Bedburg, Königshoven und Kaster. Lipp ist nur durch die Landstraße 279 von Königshoven und Kaster getrennt. Die Kreisstraße 37 und die Landesstraße 361 führen am Ort vorbei. Westlich des Stadtteils verläuft die Bundesautobahn 61.

## Geschichte
Lipp ist wahrscheinlich keltischen Ursprungs. Darauf deutet der vom Bachnamen Luppa hergeleitete Ortsname. Erstmals erwähnt wird das Dorf 1131, als der Kanoniker Werinbold seinem Stift St. Gereon in Köln „molendinum unum in Gilgove inter Trosthorp et Luppe“ schenkt.
Bis zum Zweiten Weltkrieg gehörten Etgendorf, Millendorf und Oppendorf mit dem Schunkenhof und der Gaulshütte zur damals noch selbstständigen Gemeinde Lipp.
Am 1. Januar 1975 wurde der Ort in die Stadt Bedburg eingegliedert.

## Sehenswürdigkeiten

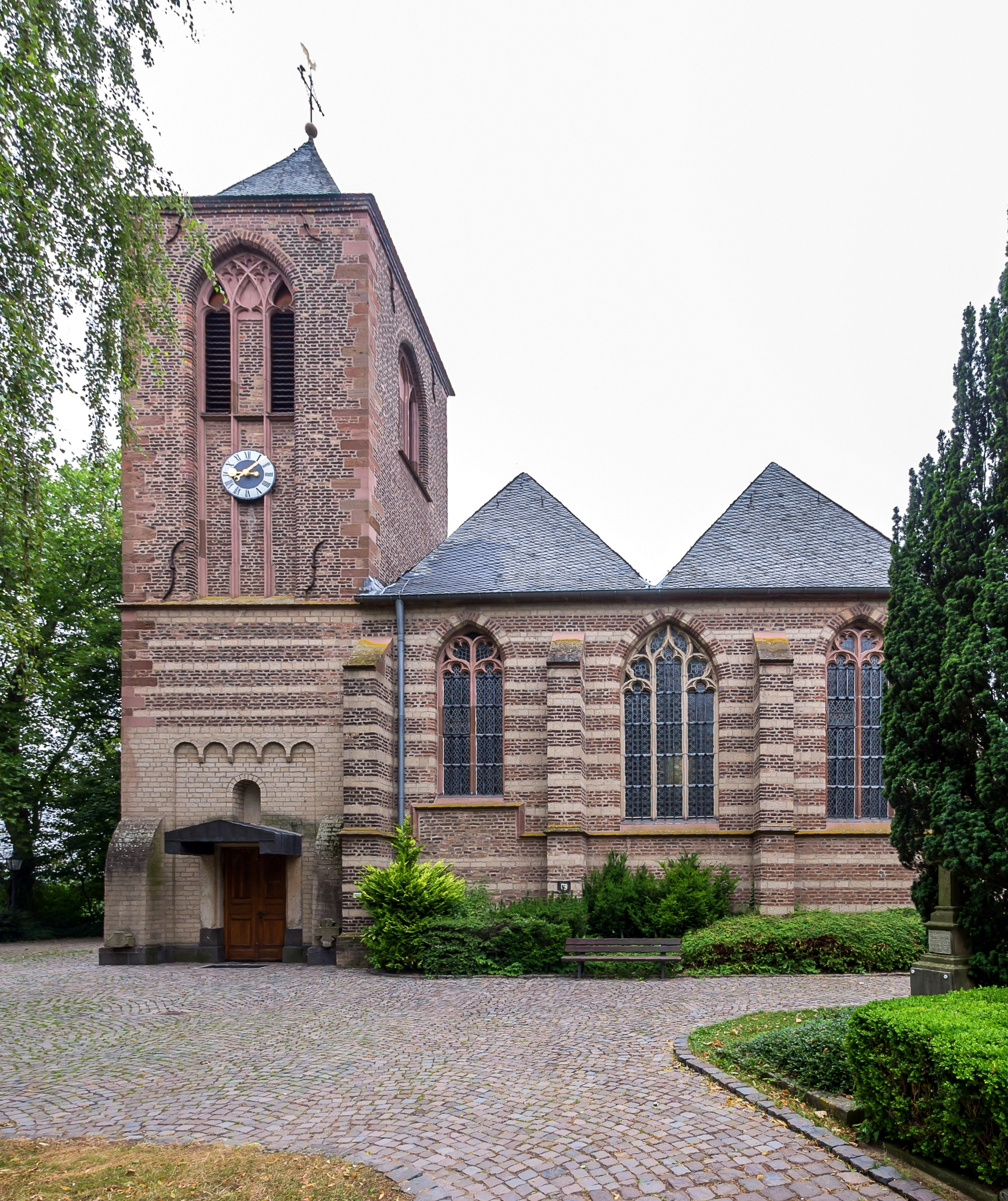
Katholische Pfarrkirche, St. Ursula

- Die katholische Pfarrkirche St. Ursula wurde ursprünglich als romanische Pfeilerbasilika im 12. Jahrhundert erbaut. Sie wurde 1242 schon als Pfarrkirche erwähnt. Erweiterung des Südschiffes um 1503. Flachdecke um 1781. An Chor und Wänden Malereien aus um 1230. Farbige Verglasung des dreiteiligen Ostfensters des Südschiffes 1503
- Alte Burg: Motte aus dem 12. Jh., nur noch als kleine Kuppe erkennbar.
- Gut Etgendorf westlich von Lipp, eine frühere Wasserburg und ehemaliges Lehnsgut des Kölner Gereonsstiftes. Heutiger Baukörper aus dem 17. Jh. Dreigeschossiger Vierkantturm mit Schweifhaube.
- Das Kriegerdenkmal 1914–1918 auf dem Friedhof schuf der Bildhauer Blondiau aus Brühl.

## Verkehr
Die VRS-Buslinie 905 der Rhein-Erft-Verkehrsgesellschaft verbindet den Ort mit Bedburg und Königshoven. Zusätzlich verkehren einzelne Fahrten der auf die Schülerbeförderung ausgerichteten Linie 987.
| Linie | Verlauf |
| ----- | --- |
| 905   | Stadtbus Bedburg: Bedburg Bf – Bedburg-West – Kirchtroisdorf – Grottenherten – Kirchherten – Pütz – Königshoven – Kaster – Lipp – Bedburg Rathaus – Bedburg Bf – Blerichen – Kirdorf |
| 987   | Schülerverkehr Bedburg |

## Sonstiges
- Die Arbeiterwohlfahrt betreibt im Ort einen Kindergarten und ein Kinderhaus.